# 노이지
노이지(Noeazy)는 2006년 대한민국 대전광역시에서 결성된 메탈코어 밴드이다.
Noeazy라는 밴드명은 '시끄럽다'는 의미의 Noisy와 '쉽지 않다'는 No Easy의 합성어이다. 'Noeasy'로 밴드명을 혼동하는 경우가 종종 있으나 정확한 밴드명은 'Noeazy'로, s가 아니라 z가 들어간다.
밴드 구성원 모두가 카이스트 출신이다.

## 약력

### 결성
강윤아(드럼)는 2006년 가을, 대학교 밴드 동아리 동기였던 김형기(기타)와 함께 동아리 내에서 자작곡 프로젝트 밴드를 만들기로 결심한다. 프로젝트 밴드를 만든다는 이야기를 듣고 의욕적으로 참여의사를 밝힌 후배 유거송(보컬), 박정준(기타), 김세아(기타), 조하영(베이스)와 함께 쌈지 사운드 페스티벌 숨은고수 1차 통과를 목표로 자작곡을 쌓아가고 있던 도중, 조하영이 개인사정으로 탈퇴하고 동아리에서 기타를 치던 박성산(베이스)을 베이스로 섭외하여 장르가 불분명한 이모코어 펑크 뽕짝 밴드로 이런저런 페스티벌에 응모를 하였다.
2007년 봄, 김세아가 개인사정으로 탈퇴하고, 조하영이 개인사정 해결과 함께 돌아오면서 노이지의 라인업(강윤아(드럼), 유거송(보컬), 조하영(베이스), 김형기(기타), 박정준(기타))이 완성되었다. 이후 13년 동안 멤버 교체 없이 활동하다가 2019년 가을, 박정준(기타)이 개인사정으로 탈퇴하여 강윤아(드럼), 유거송(보컬), 조하영(베이스), 김형기(기타) 4인 구성으로 개편되었다.

### 활동
카이스트 스터전 동아리 소속으로 2006년 8월 쌈싸페 프로젝트 팀으로 결성되어 밴드명을 DOF(Degree of Freedom)로 정했으나 후에 첫 공연전에 Noeazy로 개명하였다.
대전광역시를 중심으로 활동하며 2007년 5월 제 22회 카이스트 태울석림가요제에서 대상을 수상하고 각종 클럽 공연으로 이름을 알리다 2008년 4월 오드아이, 버닝헵번, 자폐, 베이비필 등이 참여한 대전출신 밴드 컴필레이션 앨범인 Daejeon Indie Pride Compilations을 발매하고 얼마 후 12월 첫 EP인 The Mirror를 발매한다.
그 후 2008년 12월부터 2009년 3월까지 49 Morphines, Lo와 함께 Across the Universe 투어를 한다. 이후 활동 범위를 넓혀 대전, 서울, 부산 등 다양한 지역에서 공연하였다.
그리고 2010년 4월 15일 정규 1집 앨범 Discrepancy를 발매하였고 같은 해 EBS 스페이스 공감의 7월의 헬로루키, 제12회 쌈지 사운드 페스티벌 숨은 고수에 선정되었으며 펜타포트 락 페스티벌, 부산 록 페스티벌 등 국내 페스티벌 무대에 출연했다.
이후 2012년 일본 하드코어 밴드 Gates of Hopeless 와의 스플릿 앨범 Noeazy vs. Gates of Hopeless를 발매했고 타이틀곡 Shadow의 뮤직비디오를 공개했다.
2013년 정규 2집 앨범 Land of Abomination을 발매하고, 타이틀곡 Genesis의 뮤직비디오와 Decay, Writings on the Wall의 리릭비디오를 공개했다. 본격적인 일렉트로닉 사운드 활용과 다양한 메탈음악 요소가 배합된 송라이팅으로 호평을 받았다.
이후 꾸준한 활동을 이어오다 2015년 EP Bioshock를 발매했는데, 이 EP는 시디 형태가 아닌 카드형 USB 메모리 형태로 제작되어 공연장에서만 판매되었다. USB 내 직접 만든 게임 Noeazy - Attack of the Mosh King 및 멤버들이 각자 준비한 감사 영상이 랜덤하게 들어있다.
2016년 6월 25일 서울시 망원동의 클럽 샤프에서 10주년 기념 공연을 가졌고, 같은 해 세계 밴드 경연 페스티벌 Emergenza Festival 한국 예선에서 1위를 하게 된다. 8월 12~14일에 독일 로텐부르크오프데어타우버에서 열린 Taubertal Festival에서 한국 대표로 공연을 가졌으며, 밴드는 전체 3위, 드러머 강윤아는 베스트 드러머 상을 수상하였다.
2018년에는 정규 3집 앨범 Triangle 을 발표하였다. 이 앨범은 2015년 발매한 EP와 마찬가지로 카드형 USB 메모리로만 제작되어 USB내에는 음원 외에 악보와 컴퓨터 바탕화면 등의 컨텐츠가 포함되어 있었으며, 공연장과 페이스북에서만 판매되었다. 또한 수록곡에 대해 Triangle(삼각형) 컨셉에 충실한 뮤직비디오를 자체 제작하기도 하였다. 이 앨범은 2019년 한국대중음악상 최우수 메탈&하드코어 장르분야에 노미네이트되었다.
2019년 가을, 기타 박정준이 직접 기획한 공연을 마지막으로 탈퇴하였고, 이후 4인 밴드 구성으로 활동을 이어가고 있다.

## 구성원
- 유거송 - 보컬
- 김형기 - 기타
- 조하영 - 베이스 (2007년 ~ 현재)
- 강윤아 - 드럼

### 전 구성원
- 박정준 - 기타 (2006년 ~ 2019년)
- 김세아 - 기타 (2006년 ~ 2007년)
- 박성산 - 베이스 (2006년 ~ 2007년)

## 음반 목록

### 정규 앨범
- Discrepancy (2010년 4월 16일)
- Land Of Abomination (2013년 7월 30일)
- Triangle (2018년 7월 4일)

### EP
- The Mirror (2008년 12월 9일)
- Bioshock (2015년 11월 16일)

### 스플릿 앨범
- Noeazy VS Gates Of Hopeless (2012년 5월 3일)

### 컴필레이션
- Daejeon Indie Pride Compilations
- Metal United Korea Compilation

## 수상 및 경력
- 2007년 제22회 카이스트 태울석림가요제 대상
- 2010년 EBS 스페이스 공감 7월의 헬로루키 선정
- 2010년 제12회 쌈지 사운드 페스티벌 숨은 고수 선정
- 2016년 Emergenza Festival 2015-2016 한국 우승
- 2016년 Emergenza Festival 2015-2016 세계 3위